# Total Commander
Total Commander è un file manager ortodosso (OFM, Orthodox File Manager) scritto per i sistemi operativi Windows, Windows CE, Windows Mobile e Android. Il programma è inoltre compatibile con GNU Linux tramite Wine anche se nel corso degli anni sono state sviluppate versioni alternative espressamente per i sistemi Linux. Total Commander può essere reso "portatile", cioè può essere inserito in memorie USB ed essere lanciato senza necessità di installazione.
L'applicazione è sviluppata da Christian Ghisler in Delphi 2 per la versione a 32 bit e in Delphi 1 per la versione a 16 bit, compatibile anche con Windows 3.1.
La versione per Windows è shareware: gli utenti possono scaricare l'applicazione gratuitamente, ma devono registrarsi o eliminarla entro 30 giorni. La versione non registrata ricorda all'utente di registrarsi ogni volta che si avvia, ma conserva la piena funzionalità anche dopo il periodo di prova di 30 giorni.

## Caratteristiche

### Funzioni integrate
Total Commander è un file manager con numerose funzioni interne; tra le caratteristiche incluse nell'applicazione, oltre alle normali funzionalità di gestione file (copia, rinominazione, cancellazione, ecc.) vi sono ad esempio: un client FTP integrato, la possibilità di confrontare file e cartelle e di navigare in file di archivio (RAR, ZIP, ecc.) come fossero altrettante cartelle. Sono inoltre presenti il versatile "Strumento multi-rinomina" dei file, con supporto alle espressioni regolari, un visualizzatore universale di testo e di immagini ed un riproduttore multimediale di file audio e video.

### Plug in
Il programma è estensibile tramite plugin appositamente scritti e ha la capacità di associare i programmi esterni per la visualizzazione o la modifica dei file. Molti plugin sono liberamente disponibili, tra i quali vi sono quelli che permettono il trattamento di formati di compressione più disparati o la visualizzazione di file in formati particolari come ad esempio immagini ISO che possono essere visualizzate, modificate o masterizzate direttamente da Total Commander.

### Accesso a file system
Total Commander, oltre a consentire l'accesso alle normali partizioni Windows, con un particolare plugin permette agli utenti di accedere anche alle eventuali partizioni ext2/ext3 e ReiserFS presenti sullo stesso computer. Per le macchine dual boot con Windows e Linux, Total Commander permette quindi di accedere ai file memorizzati nella partizione di Linux durante l'esecuzione di Windows.

## Storia
Total Commander è nato nel settembre 1993 col nome di Windows Commander, come rifacimento per il sistema operativo Windows dell'allora famoso Norton Commander, che nella sua versione per MS-DOS, era ai tempi lo standard de facto dei file manager. Del Norton Commander, oltre a ricordarlo nel nome, replicava numerose caratteristiche, quali i due pannelli (sinistro e destro) con la lista dei file e delle cartelle, la disposizione dei menu, i tasti funzione e la riga di comando sulla parte bassa dello schermo. Alcune di queste caratteristiche, come la possibilità di selezionare i file con il tasto destro del mouse, non sono propriamente standard di Windows, per questo è possibile configurare l'applicazione in modo che si conformi completamente a Windows distaccandosi dal modo di funzionamento dell'applicazione ispiratrice.
Nel 2002, Total Commander ha preso il suo nome definitivo dopo che agli sviluppatori giunse una comunicazione dell'ufficio legale di Microsoft che ricordava che il termine Windows era un marchio registrato da Microsoft. Non vi furono minacce legali, ma Christian Ghisler preferì comunque cambiare il nome in Total Commander, che tra l'altro, svincolando l'applicazione dal termine "Windows" avrebbe permesso di sviluppare più facilmente versioni anche per altri sistemi operativi.
Nel corso degli anni, l'applicazione si è evoluta di pari passo con il sistema operativo Windows, prima con la versione a 32 bit ed il supporto ai nomi lunghi propri di Windows 95, fino alle versioni che sfruttano le funzionalità a 64 bit di Windows 7, Windows 8, Windows 8.1 e Windows 10.